# Jefté
Jefté (em hebraico:  יפתח, Yiftah) é um personagem do Antigo Testamento que foi o 8º juiz de Israel por um período de seis anos (Juízes 12:7) entre a conquista de Canaã e o primeiro rei. Jefté viveu em Gileade e foi um membro da Tribo de Gade (Josué 12,1-6 e 13,1). Na divisão das terras de Israel, a tribo de Gade (7º filho de Jacó) ficou com a terra além do Jordão, a terra de Gileade. O nome de seu pai era também Gileade.
Depois de ser expulso da casa de seu pai pelo seus meio-irmãos, por ser filho de uma mulher canaanita, ele foi viver em Tobe, a leste de Gileade e foi viver com homens levianos (Juízes 11,3). Os amonitas entraram em guerra contra os israelitas e não tinham nenhum homem com as qualificações de Jefté, homem valoroso e guerreiro, e os anciãos foram buscá-lo na terra de Tobe. Segundo o historiador dos hebreus Flávio Josefo, quando os anciãos de Israel suplicaram a Jefté que lutasse por eles, de início ele se recusou, pois quando ele fora expulso por seus irmãos de sua própria casa ninguém o ajudou, mesmo todos sabendo que ele era o filho primogênito e que isso o dava direito de ter duas partes na herança deixada por seu pai.

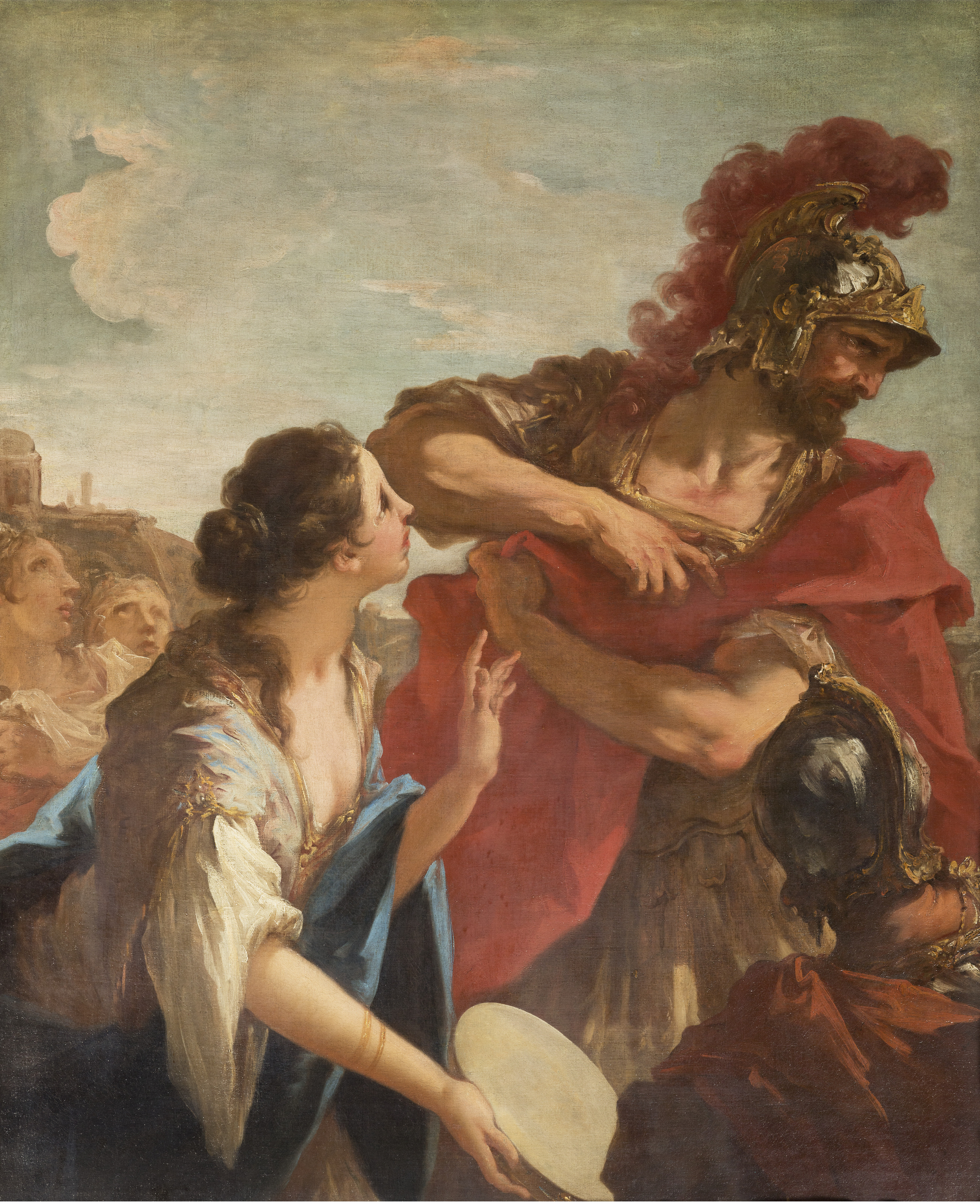
O retorno de Jefté, por Giovanni Antonio Pellegrini, cerca de 1700-1725.

Todavia quando Gileade seu pai morreu, Jefté tinha 17 anos e era um jovem sem muita sabedoria. Seus irmãos se aproveitaram disso, e assim expulsaram Jefté de Gileade, pelo que ele partiu para Tobe. Lá foi ter com homens levianos que logo se tornariam soldados de Jefté. Como toda tropa tem o perfil de seu líder, assim esses homens também mudaram sua personalidade e adquiriram respeito sendo eles liderados por Jefté. Estrategicamente, para evitar derramamento de sangue, Jefté tentou negociações com reinos vizinhos, no que não obteve sucesso, partiu para um segundo plano: um ataque sob a direção de Deus.
Antes de partir para a guerra ele fez um voto ao Senhor: caso ele retornasse para casa vitorioso, o primeiro ser que saísse pela porta de sua casa, ao seu encontro, seria oferecido em holocausto ao Senhor. Ele voltou vitorioso, mas quem saiu ao seu encontro foi sua filha única, cujo relato bíblico afirma que ela morreu antes de conhecer - ter relações íntimas com - um homem (Jz 11,39).
Ela lhe disse: "Meu pai, se fizeste um voto ao Senhor, faze de mim conforme o teu voto, pois o Senhor te vingou dos teus inimigos, os filhos de Amom."
Há diferentes interpretações sobre se essa passagem da Bíblia pretende dizer que a filha de Jefté foi sacrificada em holocausto, ou se apenas foi consagrada a Deus, tendo que se manter solteira e virgem toda a vida.
A história de Jefté encontra-se em Juízes 11. Ele é mencionado também em Juízes 12,1-7, 1 Samuel 12,11 em Hebreus 11,32, na Galeria dos Heróis da Fé.